# Estonia (TV-serie)
Estonia är en nordisk drama-TV-serie, baserad på Estoniakatastrofen den 28 september 1994, med premiär på TV4 Play under 2023.
Serien Estonia är den hittills dyraste medieproduktionen i Finland, och produceras av mediebolaget Fisher King i samarbete med Kärnfilm AB, Panache Production och Amrion Oü.

## Rollista i urval
- Jussi Nikkilä - Henri Peltonen
- Claes Hartelius - Johan Bildgren
- Kaspar Velberg - Janek Tamm
- Pertti Sveholm - Pasi Toukola
- Anders Mossling - Erik Claeson
- Peter Andersson - Jörgen Berglund
- Rain Simmul - Mattias Vint
- Seidi Haarla - Kati Peltonen
- Katia Winter - Jenny Andersson
- Doris Tislar - Grete Kukk
- Egon Nuter - Arnold Rooste
- Gert Raudsep - Ermo Raud
- Eero Saarinen - Lasse Aihinen
- Markus Habakukk - Hendrik Lapin
- Arndt Schwering-Sohnrey - Gustav Keipp
- Pelle Heikkilä - Ari Luoma-Aho
- Cecilia Milocco - Mikaela Karlsson
- Emil Almén - Oscar Berg